# 大港中学
江蘇省大港中学（Jiangsu Dagang High School）、1950年8月に設立された。中国江蘇省四星級普通中学校、江蘇省最初の重点中学校である。

## 概要
大港中学は中国江蘇省鎮江市丹徒区龍山路108号に位置し、校舎の建築面積は8万平方メートル、3000人以上の教師と学生が教育活動を行うことができる。

## 沿革
大港中学は1950年8月に設立された、もとの名前は「丹徒県大港中学」。
1966年、省教育庁に「江蘇省教学改革大改試点学校試」を確定された。
1979年、江蘇省最初の重点中学校と確立された。
2000年、江蘇省教育研究所に実験基地と確立された。
2003年6月、「江蘇省大港中学」に改名された。
2005年、江蘇省四星級普通中学校と確立された。

## 文化伝統
精神文化
　校訓：篤実
　設立理念：文化关懐、師生共進
　校風：精勤、真実、団結、拓進
　教風：敬業、崇実、厳謹、愛生
　学風：刻苦、地道、活発、尊師
　政風：求正、務実、民主、創新